# Koma West
Koma West ist ein Jazzalbum der Formation Koma Saxo um den Bassisten Petter Eldh. Die am 14. April 2021 im Studio Atlantis, Stockholm, entstandenen Aufnahmen erschienen am 18. März 2022 auf We Jazz Records.

## Hintergrund
Koma West ist das dritte Album von Koma Saxo (nach dem selbstbetitelten Debütalbum aus dem Jahr 2019 und einem 2021 veröffentlichten Livealbum). Der in Berlin lebende schwedische Bassist und Produzent Petter Eldh nahm das Album mit einer Reihe von Gastmusikern auf. Dafür erweiterte er sein Quintett Koma Saxo (Eldh am Bass, Christian Lillinger am Schlagzeug sowie die Saxophonisten Otis Sandsjö, Jonas Kullhammar und Mikko Innanen) um weitere Musiker, insbesondere die Sängerin Sofia Jernberg, den Pianist Kit Downes und ein Streicherduo aus Lucy Railton und Maria Reich. Auch seine Mutter Kiki Eldh (am Akkordeon) gehört auf einem Stück zur Besetzung.

## Titelliste
- Koma Saxo: Koma West (We Jazz)

1. Lo Ve Ko Ma 2:49
2. Croydon Koma 2:31
3. Koma Krig 3:34
4. Flamman 3:30
5. Lake Koma 3:12
6. Koma Kaprifol 3:30
7. Ostron Accordion 2:20
8. Klippan Granit 1:21
9. Koma Rail 2:07
10. Närhet 4:33
11. Koma Fred 2:41
12. Saxo Chop 2:03
13. Clos Eko 1:07
14. Koma Camu 1:57

Die Kompositionen stammen von Petter Eldh.

## Rezeption

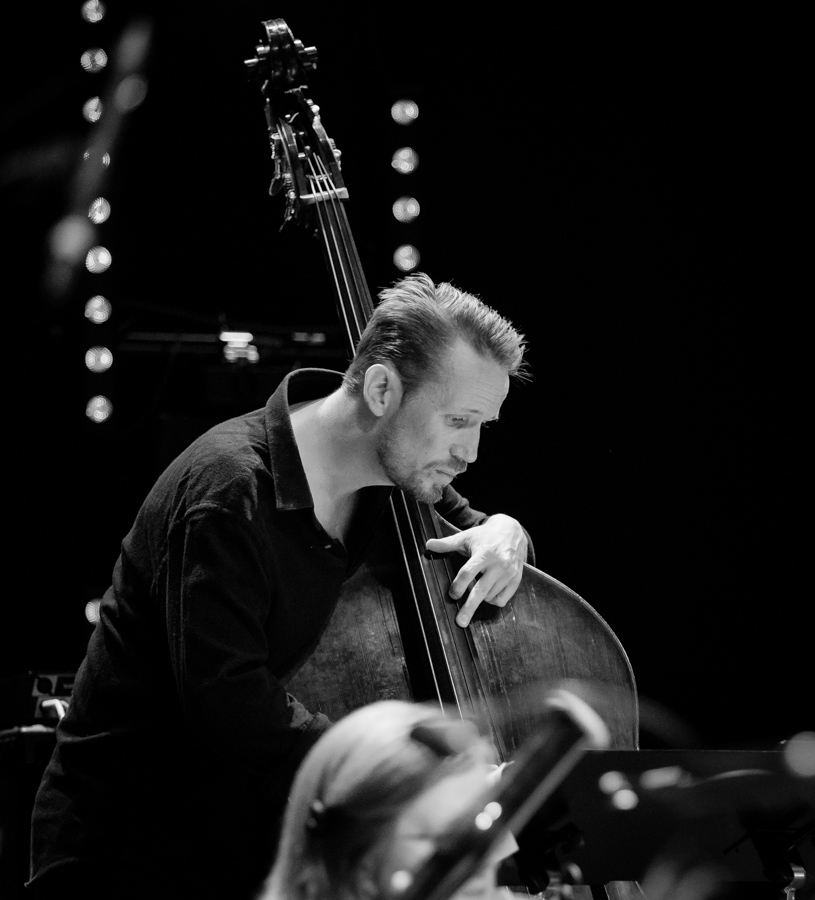
Petter Eldh bei einem Auftritt beim Kongsberg Jazzfestival 2018

Peter Margasak schrieb in The Quietus, der Bassist Petter Eldh scheine darauf bedacht zu sein, den Sound seines agilen Quintetts Koma Saxo mit jedem neuen Album durchzuschütteln. Nachdem sie ein Studio- und ein Live-Album mit dieser Kernbesetzung herausgebracht hatten, demonstrierten sie flink, wie die heißblütige Post-Bop-Combo ohne elektronische Effekte funktioniere, und ein weiteres Remake desselben Materials mit Postproduktionstechniken des Hip-Hop. Jetzt baue er wieder eine Reihe von Melodien rund um den kristallklaren, agilen Gesang von Sofia Jernberg auf, die eine ihrer größten Darbietungen abliefert, indem sie wortlose Vocals ausdehnt, ohne auf eine glatte Scat-Lieferung zurückzugreifen. Aber ihr Ansatz sei weniger viszeral und nähre geschickt die fast tropische Atmosphäre, die die Arrangements rund um Jernbergs schwerelose Stimme liefere, die von Takt zu Takt zu gleiten scheine.
Michael Struck-Schloen schrieb im WDR, Narrative in Verknüpfung mit seiner Musik seien bislang für Petter Eldh kein Thema gewesen. Nun habe der Wahlberliner eine Hommage an seine alte Heimat, die schwedische Westküste, geschrieben. Eldh habe dafür sein explosives Quintett Koma Saxo um weitere ausdrucksstarke Stimmen erweitert. Allen voran die schwedische Sängerin Sofia Jernberg, die während des gesamten Aufnahmeprozesses in die Session integriert war und als Teil der Band agiere.